# Jeison Guzmán
Jeison Guzmán (Santo Domingo, 8 de octubre de 1998) es un campocorto dominicano de béisbol profesional de la organización Kansas City Royals.

## Carrera profesional
Guzmán firmó con los Kansas City Royals como agente libre internacional el 3 de julio de 2015, por un bono por firmar de $ 1.5 millones. Dividió la temporada 2016 entre DSL Royals y AZL Royals , bateando un combinado de .247 / .314 / .354 / .668 con 1 jonrón y 19 carreras impulsadas. Pasó la temporada 2017 con los Burlington Royals , bateando .207 / .286 / .249 / .535 con 0 jonrones y 15 carreras impulsadas. Dividió la temporada 2018 entre Burlington y los Lexington Legends , bateando un combinado de .254 / .327 / .356 / .683 con 4 jonrones y 29 carreras impulsadas. Pasó la temporada 2019 con Lexington, bateando .253 / .296 / .373 / .669 con 7 jonrones y 48 carreras impulsadas.
Guzmán se agregó a la lista de 40 hombres de los Reales después de la temporada 2019. El 11 de agosto de 2020, Guzmán fue ascendido a la lista activa, pero fue eliminado el 14 de agosto sin hacer una aparición en las Grandes Ligas. El 2 de diciembre, Guzmán no fue presentado por los Reales. El 16 de diciembre de 2020, Guzmán volvió a firmar con los Reales en un contrato de ligas menores.
Guzman participó en el Roster ganador de Bronce en los Juegos Olímpicos Tokio 2020, representando a República Dominicana como campo-corto. 
En noviembre del 2021, Guzmán firmó contrato en una liga menor de Arizona DiamondBacks.